# Apisa perversa
Apisa perversa är en fjärilsart som beskrevs av Embrik Strand 1917. Apisa perversa ingår i släktet Apisa och familjen björnspinnare. Inga underarter finns listade i Catalogue of Life.